# Пентапразеодимдииридий
Пентапразеодимдииридий — бинарное неорганическое соединение, интерметаллид
празеодима и иридия
с формулой Ir2Pr5,
кристаллы.

## Получение
- Сплавление стехиометрических количеств чистых веществ:

{\displaystyle {\mathsf {5Pr+2Ir\ {\xrightarrow {1000^{o}C}}\ Ir_{2}Pr_{5}}}}

## Физические свойства
Пентапразеодимдииридий образует кристаллы
моноклинной сингонии,
пространственная группа C 2/c,
параметры ячейки a = 1,6538 нм, b = 0,6610 нм, c = 0,7329 нм, β = 96,67°, Z = 4,
структура типа карбида пентамагния Mg5C2
(или диборида пентапалладия Pd5B2)
.
Соединение образуется по перитектической реакции при температуре ≈1000°C.